# Saint-Didier-la-Forêt
Saint-Didier-la-Forêt är en kommun i departementet Allier i regionen Auvergne-Rhône-Alpes i de centrala delarna av Frankrike. Kommunen ligger  i kantonen Escurolles som ligger i arrondissementet Vichy. År 2022 hade Saint-Didier-la-Forêt 388 invånare.

## Befolkningsutveckling
Antalet invånare i kommunen Saint-Didier-la-Forêt
Referens: INSEE